# Star Observer
Star Observer war eine Astronomiezeitschrift aus Österreich. Die Zeitschrift erschien 12-mal pro Jahr und enthielt Themen aus der Astronomie, Science-Fiction, Kosmologie und Raumfahrt.
Die Erstausgabe erschien 1991. Nach der September-Ausgabe 2005 wurde sie eingestellt. In seinem letzten Leitartikel empfahl der Herausgeber des Star Observer, Manfredo Iazzetta, seinen Lesern die Zeitschrift Astronomie heute. Das Magazin war 132 Seiten stark und zeichnete sich durch reichhaltige Bebilderung aus. Neben den regulären Ausgaben, gab es in unregelmäßigen Abständen Spezialausgaben, in denen sich das gesamte Heft einem einzigen Thema widmete.
| Ausgabe      | Themen |
| ------------ | --- |
| 1992 Nr. 3   | Christian Doppler, Institut für Astronomie der Uni Wien, Der TNG-3,5, Meter-Spiegel, Wenn die Sonne stirbt, Zwei Planeten umkreisen einen Stern, Wozu diente Stonehenge wirklich?, VV Cephei – Giganten im All, 60 Jahre Radioastronomie, Glossar: Sonne |
| 1993 Nr. 1   | Meteorite, Hubble Telescope, Die Astronomie der Ozeanier, Neue Entfernungen zu Galaxien, Giovanni Domenico Cassini, Sind wir allein im Universum?, Die Astronomie der Ozeanier, Der Stern von Bethlehem, Die Supernova SN 1992 ap |
| 1994 Nr. 1   | Als sich die Astronomie von der Astrologie trennte, Der Mars, Was passiert, wenn Galaxien kollidieren?, Sonnenmythen und Sonnenkulte der Völker, Röntgenstrahlen in Sternhaufen NGC 6624, Tanz der Planeten |
| 1995 Nr. 1   | Wie die Atome in die Welt kamen, Rosat u. XMM sehen das All im Röntgenlicht, Gedanken über Leben im Universum, Russische Mars-Mission |
| 1996 Nr. 4   | Neues: Felsbrocken oder Schutthalden? (Asteroiden), Rätselhafter Doppelkrater, Vibrierender Neutronenstern, Eisener Jupitermond Io, Planet bei 55 Cancri, Alarm aus dem Weltall – Gammastrahlen, Die Raumstation Alpha, Krebsnebel – geheimnisvoll und dynamisch, Shuttle-Mission STS 76, Expansionsgeschwindigkeit des Universums Expertenstreit um Röntgenbild Hyakutake |
| 1997 Nr. 2   | Neues:Neuer Start der ARIANE 5, Weltraum-Affe gestorben, Phoenix aus der Asche (Cluster-Satelliten), SOHO ist 500 Tage im All, Raumstation Alpha gedeiht, Kosmische Boten: Kometen, Alan Hale, Der Lagunen-Nebel, Mission STS 80, Die neue Phase des Mondes, Mission STS 82 : Hubble-Reparatur, Carl Sagans Lebenswerk, Infos Hale-Bopp |
| 1998 Nr. 1/2 | Neues: Pathfinder setzt sich zur Ruhe, Galileo findet Vulkanrest auf Io, Europas Marsvisionen, X-33 kommt auf Touren, IUE – ein Stück Ewigkeit, Staub im Haar der Berenike, Rätsel um Wurmlöcher, Riesen mit Überlichtgeschwindigkeit?, In den Wolken des Jupiter, Cassini-Huygens: Aufbruch zur Rätselwelt |
| 1999 Nr. 4   | Neues:Flugzeug zum Mars, Kosmischer Stau in Andromeda, Erster Cluster Satellit ist fertig, Hubble braucht dritte Hilfe, Russischer Mond scheint nicht, Helikopter-Rakete im Test, Japanische „Hoffnung“ hat Verspätung (Marssonde Nozomi) |
| 2000 Nr. 1/2 | Neues:Es „hagelt“ Planeten, Kannibalismus in der Milchstraße, Mars Polar Lander ist verschollen, Wie schwer sind schwarze Löcher?, Merkur –der etwas andere Sonnenfleck, Leoniden-Schauer über Europa, Nova im Sternbild Adler entdeckt, Was sieht man bei der Mondfinsternis? |
| 2001 Nr. 1/2 | Neues:Erste Bilder von Terra Kamera ASTER, Sterngeburt in Dunkelwolke „RCW 108“, Neue minni Plutos entdeckt, VLT wiegt dunkle Materie, Sirius A u. B im Röntgenlicht, XMM erklärt Röntgenhintergrund, Jupiters Stürme vereinigen sich, Lichtmeer kontra Ökosystem, Rätsel um Vulkan: ein Planet zwischen sci. u. Fic.(Star Trek) |
| 2002 Nr. 1/2 | Neues: Wird unsere Zivilisation von Asteroiden bedroht?, „Sauerstoff Bombe“ G292.0+1.8, Im Herzen eines Dunklen Sonnenrätsels (Sonnenflecken), Aktive Vulkane auf dem Mars?, Nachglühen einer kosmischen Katastrophe (Gammastrahlen), Genesis im Gleichgewicht, Sterntodlive – die Geburt eines planetarischen Nebels, Europa, Plan zur Besiedlung, Forscher untersuchen Yukatan Krater, Hubble: Das Lichtspiel im Himmlischen Pfauenauge, David Hardy, Energie der schwarzen Löcher, Sci Fic: Power on, Bilder: Mond / NGC 2392 |
| 2003 Nr. 1/2 | Neues: Mond (Modifizierte Newtonsche Dynamik) und die dunkle Materie, Rätsel um den „kleinen“ big bang, Neuer Planet entdeckt, Das Geheimnis von V838 Monocerotis, NGC 3310, gerührt, aber nicht geschüttelt, Sonne, der mysteriöse Doppelflare, Cassinis neues Bild vom Saturn, Eine Galaxie und zwei schwarze Löcher, Die Zukunft der Raumfahrt, Hubble: Mikro Quasar GRO J 1655- 40, Baum-Samen „flogen“ mit Apollo zum Mond, Bilderwelt... und die Sterne dürfen kommen, Was finde ich im Sternbild Stier, Milchstraßen-Wolken, Gaskamine und galaktische Föntänen, Geheimnisse in Infrarot, Bilder eines unsichtbaren Kosmos, Centaurus A                                                 |
| 2004 Nr. 1   | Neues: HD 192163, das Anfang vom Ende, Grüne Mineralien auf dem Mars, Astronomen im „Fleck-Fieber“, Laserpistole für Keck, Canis Major die nächstgelegene Galaxie, Eine 3D-Karte des Universums, Strahlung vom schwarzen Loch, Wenn die Sonne tobt, Das Universum – ein Fußball? |
| 2005 Nr. 1   | Neues: Phobos im Rampenlicht, Doch noch Hoffnung für Pluto, Besuch aus dem Halo der Galaxis, Mysteriöser Baby-Planet, Sofia – das fliegende Observatorium, Henne oder Ei, Im Kreißsaal der Sterne, Stinkt´s auf dem Mars?, Bilderwelt: Lauschen im Kosmos, ESA News: Zentrifugen und Schneewittchensärge, Schatten über Jupiter, drei Finsternisse zur selben Zeit, Irreguläre Zwerggalaxien, Uranus: wo das Wetter Kapriolen schlägt, New Horizons 2, neuer Horizont für Uranus, Smart- 1, mit der Kraft der Ionen zum Mond, Schwarze Löcher, Beobachtung im sichtbaren Licht, Countdown zur Landung auf Titan, Dunkle Materie, die dunkle Seite der Galaxie NGC 4555, Neues Bild von NGC 891 |

| Spezialausgabe | Thema                   |
| -------------- | ----------------------- |
| Nr. 1          | Mars                    |
| Nr. 2          | Urknall                 |
| Nr. 3          | Sind wir allein im All? |
| Nr. 4          | Sonnenfinsternis 99     |
| Nr. 5          | Apokalypse              |
| Nr. 6          | Millennium              |
| Nr. 7          | Planeten                |
| Nr. 8          | Science & Fiction       |
| Nr. 9          | Galaxien                |
| Nr. 10         | Astrofotografie         |